# Ministeri de Ciència, Tecnologia i Medi Ambient de Cuba

Logotip que representa, la ciència, la tecnologia i el medi ambient.

El Ministeri de Ciència, Tecnologia i Medi ambient de Cuba, més conegut a Cuba per les sigles CITMA, és l'òrgan estatal que s'encarrega de dirigir, executar i controlar la política de l'Estat i del Govern en l'activitat científica i tecnològica, la política ambiental i d'ús pacífic de l'energia nuclear, assegurant el seu desenvolupament i evolució d'una manera coordinada per contribuir al desenvolupament sostenible de la República Cubana.
Aquest ministeri cubà delega les seves funcions en nombroses agències, centres i institucions relacionades amb la seva àrea de gestió, entre els quals es destaquen:
- Agència de Medi ambient (AMA)
- Centre d'Informació, Gestió i Educació Ambiental (CIGEA)
- Institut de Geografia Tropical
- Centre d'Inspecció i Control Ambiental (CICA)
- Sistema Nacional d'Àrees Protegides de Cuba (SNAP)